# Факультативний протокол до Конвенції про права дитини щодо участі дітей у збройних конфліктах
Факультати́вний протоко́л до Конве́нції про права́ дити́ни що́до у́часті діте́й у збро́йних конфлі́ктах — юридично обов'язкова для держав-учасниць міжнародна угода, яка відповідно до Конвенції про права дитини захищає дітей від вербування та використання у бойових діях.